# NGC 5663
NGC 5663 is een elliptisch sterrenstelsel in het sterrenbeeld Weegschaal. Het hemelobject werd in 1886 ontdekt door de Amerikaanse astronoom Francis Preserved Leavenworth.

## Synoniemen
- MCG -3-37-3
- NPM1G -16.0459
- PGC 52049